# ウォーターパーク男爵
ウォーターパーク男爵（英: Baron Waterpark）は、イギリスの男爵、貴族。アイルランド貴族爵位。キャヴェンディッシュ準男爵位を前身として、サラ・キャヴェンディッシュが1792年に叙されたことに始まる。
デヴォンシャー公爵家とは祖先を同じくする親族にあたる。

## 歴史
サー・ヘンリー・キャヴェンディッシュ(1706-1776)はキャヴェンディッシュ一族興隆の祖ウィリアム・キャヴェンディッシュ卿(1505-1557)を先祖に持ち、リズモア選挙区選出のアイルランド庶民院議員を務めた。彼が1755年にグレートブリテン準男爵位の(ダービー州ダヴリッジの)準男爵(Baronet, of Doveridge in the County of Derby)に叙されたことが、ウォーターパーク男爵家の嚆矢となる。彼が1776年に亡くなると、爵位は息子のヘンリーが相続した。
2代準男爵ヘンリー(1732-1804)は父同様にアイルランド庶民院議員を務めたのち、1768年からは英国庶民院に籍を置いて活動している。その妻サラ(1740–1807)は1792年に彼女の権利としてコーク県ウォーターパークのウォーターパーク女男爵(Baroness Waterpark of Waterpark, County Cork)に叙された。
夫妻の息子リチャード(1765-1830)は1804年に父から準男爵位を、1807年に母から男爵位をそれぞれ相続した。2代男爵リチャード以降は5代男爵まで彼の直系子孫によって爵位は継承された。
3代男爵ヘンリー(1793-1863)はホイッグ党の政治家で侍従たる議員やアルバート王配付寝室官長を歴任している。
その孫にあたる5代男爵チャールズ(1883-1932)が男子なく死去すると、爵位はまたいとこのヘンリー(6代男爵)、さらにその甥のフレデリック(7代男爵)に受け継がれた。
7代男爵の長男である8代男爵ロデリック(1959-)が2020年現在のウォーターパーク男爵家現当主である。
一族の邸宅はダービー州ダヴリッジに位置した「ダヴリッジ・ホール(Doveridge Hall)」で、同館は稀代の建築家ウィリアム・チェンバーズの設計になるものだったが、3代男爵が亡くなると一族はこの館を離れている。また邸宅自体も競売にかけられたのち、1938年に解体されたため現存しない。
一族のモットーは「用心深く安全に(Cavendo Tutus)」。

## 現当主の保有爵位 / 準男爵位
現当主である第8代ウォーターパーク男爵ロデリック・アレクサンダー・キャヴェンディッシュは、以下の爵位を有する。
- 第8代コーク県ウォーターパークのウォーターパーク男爵(8th Baron Waterpark of Waterpark, County Cork)
(1792年6月15日の勅許状によるアイルランド貴族爵位)
- 第9代(ダービー州ダヴリッジの)準男爵(9th Baronet, of Doveridge in the County of Derby)
(1755年5月7日の勅許状によるグレートブリテン準男爵位)

## 一覧

### （ダヴリッジの）準男爵（1755年）
- 初代準男爵サー・ヘンリー・キャヴェンディッシュ（英語版） (1707–1776)
- 第2代準男爵サー・ヘンリー・キャヴェンディッシュ（英語版） (1732–1804)
- 第3代準男爵サー・リチャード・キャヴェンディッシュ (1765–1830) (1807年に母よりウォーターパーク男爵位継承)

### ウォーターパーク男爵（1792年）
- 初代ウォーターパーク女男爵サラ・キャヴェンディッシュ (1740–1807)
- 第2代ウォーターパーク男爵サー・リチャード・キャヴェンディッシュ (1765–1830)
- 第3代ウォーターパーク男爵ヘンリー・マナーズ・キャヴェンディッシュ（英語版） (1793–1863)
- 第4代ウォーターパーク男爵ヘンリー・アンソン・キャヴェンディッシュ（英語版） (1839–1912)
- 第5代ウォーターパーク男爵チャールズ・フレデリック・キャヴェンディッシュ (1883–1932)
- 第6代ウォーターパーク男爵ヘンリー・シェパード・ハート・キャヴェンディッシュ (1876–1948)
- 第7代ウォーターパーク男爵フレデリック・キャリル・フィリップ・キャヴェンディッシュ (1926–2013)
- 第8代ウォーターパーク男爵ロデリック・アレクサンダー・キャヴェンディッシュ (1959 - )

法定推定相続人は、現当主の息子であるルーク・フレデリック・キャヴェンディッシュ(1990 - )閣下。